# 채 경후
채 경후(蔡景侯, ? ~ 기원전 543년), 채 경공(蔡景公)은 중국 춘추 시대의 인물로, 제17대 채후이다. 성은 희(姬), 휘는 고(固)다.
제16대 채후 채 문후의 아들로, 문후 20년(기원전 592년)에 문후가 죽자 채후가 되었다. 경후 7년(기원전 585년)과 9년(기원전 583년)에 진나라의 침입을 받았고, 경후 27년(기원전 565년)에는 진나라에 잘 보이려고 한 정나라의 공격을 받아 사마 공자 섭(燮)이 사로잡혀갔다. 경후 43년(기원전 549년)에는 제나라가 진나라를 공격했다가 보복을 두려워해 채나라의 상국 초나라에 구원을 요청했기에, 초나라의 지휘를 받아 초 · 진 · 허나라와 함께 정나라를 정벌했다. 제나라를 치기 위해 진나라가 소집한 제후군은 이미 홍수가 나서 제나라를 치지 못하던 바에, 이에 제나라 공격을 포기하고 정나라를 구원했다. 경후 46년(기원전 546년)에 송나라의 상술(向戌)의 발의로 남북에서 패권을 다투는 진나라와 초나라가 화의하기로 하면서 진 · 초 · 제 · 진나라와 진나라와 초나라의 속국들이 회맹을 하였는데, 채나라에서는 이 회맹에 공손 귀생(公孫歸生)이 참여했다. 초나라 대표 자목(子木)과 진나라 대표 조맹이 합의해 진나라의 속국과 초나라의 속국이 각각 초나라와 진나라에 조현하기로 합의했기에, 이듬해에 경후는 채나라가 초나라의 속국이므로 진 애공 · 호자(胡子) · 심자(沈子)와 함께 진나라에 조현했다. 경후 49년(기원전 543년) 여름 4월, 초나라에서 태자 반의 아내를 맞이했다가 통정했고, 태자 반에게 살해당했다. 경후 사후에는 반이 스스로 즉위했으니, 곧 채 영후다. 경공의 장례는 이해 겨울 10월에 치렀다.